# الف حیقل
الف حیقل (انگلیسی: Aliff Haiqal؛ زادهٔ ۱۱ ژوئیهٔ ۲۰۰۰) بازیکن فوتبال است.
وی همچنین در تیم‌ ملی فوتبال مالزی بازی کرده‌است.